# Dunkersystem
Dunkersystem är ett vattenreningsystem.
I ett vattenmagasin med 15 fack i en stor bassäng. I dessa fack som är uppbyggda av presenningar och flytbryggor renas det flödande dagvattnet när sedimenten sjunker ned till bassängbotten. Används av Huddinge kommun (2006) för rening av Fullerstaåns dagvatten.